# Adolf-Hitler-Spende der deutschen Wirtschaft

Adolf-Hitler-Spende der deutschen Wirtschaft durch die Firma Siemens

Die Adolf-Hitler-Spende der deutschen Wirtschaft war eine am 1. Juni 1933 vom Reichsstand der Deutschen Industrie (RStDI) eingeführte Spende zugunsten der NSDAP. Die Abgabe wurde nach dem Führer der NSDAP, Adolf Hitler, benannt und war dazu bestimmt, den „nationalen Wiederaufbau“ zu unterstützen. De facto standen die Geldmittel Hitler zur persönlichen Disposition zur Verfügung.
Angeregt wurde diese Spendenaktion für den Nationalsozialismus im Frühjahr 1933 von Gustav Krupp von Bohlen und Halbach, Hjalmar Schacht und Martin Bormann. Bei einem Treffen von Hitler, Göring und Schacht mit Vertretern wichtiger Unternehmen wie IG Farben, Friedrich Krupp AG, Vereinigte Stahlwerke, AEG, Siemens AG, Adam Opel AG erläuterte Hitler die Grundzüge seiner Politik und versprach dabei die Ausschaltung der Gewerkschaften, sowie das Ende aller demokratischen Verfahren für die nächsten Jahrzehnte. Krupp war dabei in seiner Funktion als „Führer“ des RStDI tätig, zuvor war er Präsident der am 22. Mai 1933 aufgelösten Vorgängerorganisation Reichsverband der Deutschen Industrie (RDI) gewesen, die mit der Vereinigung Deutscher Arbeitgeberverbände (VDAV) zum RStDI zusammengeschlossen worden war. Daher fiel Krupp auch die Führung des zur Organisation der Zahlung installierten Kuratoriums zu. Die Adolf-Hitler-Spende der deutschen Wirtschaft besiegelte das „Interessenbündnis auf Gegenseitigkeit“ zwischen NSDAP und Unternehmerverbänden, im Gegenzug setzte das Regime den Generalrat der Wirtschaft ein, mit dem Krupp und andere Wirtschaftsmagnaten ihren politischen Einfluss sichern sollten.
In den Jahren nach der Einführung 1933, bei der die Beteiligung an der Zahlung freiwillig war, entwickelte sich die Adolf-Hitler-Spende mehr und mehr zu einer Zwangsabgabe für zahlreiche Betriebe in Industrie, Banksektor und Landwirtschaft. Sämtliche Gastwirte mussten beispielsweise auf Anordnung der Reichsleitung des Reichseinheitsverbandes des Deutschen Gaststättengewerbes bereits in der Zeit vom 1. bis 31. August 1933 ein Prozent ihres Umsatzes für die Adolf-Hitler-Spende der deutschen Wirtschaft abführen. Gastwirte, die sich weigerten, wurden gemeldet.
Die Industrieverbände drängten auf Beteiligung an der Abgabe, da sie so den verschiedenen Spendensammlungen aus dem Umfeld der NSDAP entgehen konnten: Rudolf Heß verbot in einer Parteiverordnung allen Angehörigen und Dienststellen der NSDAP, bei Spendenaktionen diejenigen Betriebe und Verbände anzufragen, die sich schon an der Adolf-Hitler-Spende beteiligt hatten.
Die abzuführende Summe wurde nach der Gesamtlohn- und -gehaltssumme des Vorjahres berechnet. Damit wurden also die Lohnnebenkosten der Unternehmen erhöht. Die prozentuale Belastung betrug 5 Promille der gesamten Lohnkosten eines Betriebes. Bis 1945 kamen so 700 Millionen Reichsmark an Spenden zusammen.